# 2004-es brit túraautó-bajnokság
A 2004-es BTCC szezon volt a 47. szezonja a brit túraautó-bajnokságnak. 30 futamból (10 forduló) állt, április 11-től szeptember 26-ig tartott.

## Versenynaptár
| Szám     | Pálya          | Dátum          | Győztes versenyző                        | Győztes csapat                                       |
| -------- | -------------- | -------------- | ---------------------------------------- | ---------------------------------------------------- |
| 1 2 3    | Thruxton       | Április 11.    | James Thompson Jason Plato Yvan Muller   | VX Racing SEAT Sport UK VX Racing                    |
| 4 5 6    | Brands Hatch   | Április 25.    | Matt Neal Luke Hines James Thompson      | Computeach Racing with Halfords VX Racing            |
| 7 8 9    | Silverstone    | Május 9.       | Matt Neal James Thompson Tom Chilton     | Computeach Racing with Halfords VX Racing Team Honda |
| 10 11 12 | Oulton Park    | Május 23.      | Yvan Muller Dan Eaves Yvan Muller        | VX Racing Computeach Racing with Halfords VX Racing  |
| 13 14 15 | Mondello Park  | Június 13.     | Yvan Muller Jason Plato Colin Turkington | VX Racing SEAT Sport UK WSR                          |
| 16 17 18 | Croft          | Július 25.     | Anthony Reid Jason Plato                 | WSR SEAT Sport UK                                    |
| 19 20 21 | Knockhill      | Augusztus 8.   | Anthony Reid Jason Plato Anthony Reid    | WSR SEAT Sport UK WSR                                |
| 22 23 24 | Brands Hatch   | Augusztus 22.  | Matt Neal Jason Plato Robert Huff        | Computeach Racing with Halfords SEAT Sport UK        |
| 25 26 27 | Snetterton     | Szeptember 5.  | James Thompson Luke Hines Robert Huff    | VX Racing SEAT Sport UK                              |
| 28 29 30 | Donington Park | Szeptember 26. | Jason Plato Tom Chilton Yvan Muller      | SEAT Sport UK Team Honda VX Racing                   |

## Versenyzők
| Versenyzői világbajnokság | Versenyzői világbajnokság | Versenyzői világbajnokság |
| Pozíció                   | Versenyző                 | Pont                      |
| ------------------------- | ------------------------- | ------------------------- |
| 1                         | James Thompson            | 274                       |
| 2                         | Yvan Muller               | 273                       |
| 3                         | Jason Plato               | 224                       |
| 4                         | Anthony Reid              | 213                       |
| 5                         | Matt Neal                 | 181                       |
| 6                         | Colin Turkington          | 173                       |
| 7                         | Robert Huff               | 148                       |
| 8                         | Dan Eaves                 | 148                       |
| 9                         | Tom Chilton               | 116                       |
| 10                        | Luke Hines                | 115                       |
| 11                        | James Kaye                | 49                        |
| 12                        | Rob Collard               | 44                        |
| 13                        | Michael Bentwood          | 42                        |
| 14                        | Shaun Watson-Smith        | 28                        |
| 15                        | Carl Breeze               | 14                        |
| 16                        | Kelvin Burt               | 11                        |
| 17                        | Jason Hughes              | 5                         |
| 18                        | Stefan Hodgetts           | 4                         |
| 19                        | Justin Keen               | 2                         |
| 20                        | Gavin Smith               | 2                         |
| 21                        | Paul Wallace              | 1                         |
| 22                        | Charlie Butler-Henderson  | 1                         |
| 23                        | Fariqe Hairuman           | 0                         |
| 24                        | John George               | 0                         |
| 25                        | Richard Marsh             | 0                         |
| 26                        | Jay Wheals                | 0                         |
| 27                        | Gavin Pyper               | 0                         |

## Gyártók
| Gyártó világbajnokság | Gyártó világbajnokság | Gyártó világbajnokság |
| Pozíció               | Gyártó                | Pont                  |
| --------------------- | --------------------- | --------------------- |
| 1                     | Vauxhall              | 732                   |
| 2                     | Honda                 | 548                   |
| 3                     | SEAT                  | 421                   |
| 4                     | Proton                | 96                    |